# Little River-Academy
Little River-Academy è un comune (city) degli Stati Uniti d'America della contea di Bell nello Stato del Texas. La popolazione era di 1,961 persone al censimento del 2010. Fa parte dell'area metropolitana di Killeen-Temple-Fort Hood.

## Geografia fisica
Little River-Academy è situata a 30°59′N 97°21′W (30.9851, -97.3551).
Secondo lo United States Census Bureau, ha un'area totale di 2,73 miglia quadrate (7,06 km²), di cui 0.004 miglia quadrate (0.01 km²), o lo 0.20%, sono costituite dalla terra ferma.

## Storia
C'era un forte in zona, costruito nel 1836, chiamato Fort Griffin. A causa di scontri con i nativi americani, i texani si stabilirono vicino al forte. La ferrovia arrivò in città nel 1880, e l'ufficio postale nel 1886. Nel 1914, c'erano già 250 abitanti. Le città di Little River e Academy si fusero nel 1989 per formare Little River-Academy.

## Società

### Evoluzione demografica
Secondo il censimento del 2000, c'erano 1,645 persone.

### Etnie e minoranze straniere
Secondo il censimento del 2000, la composizione etnica della città era formata dall'88,75% di bianchi, lo 0,36% di afroamericani, lo 0,36% di nativi americani, lo 0,55% di asiatici, il 6,81% di altre razze, e il 3,16% di due o più etnie. Ispanici o latinos di qualunque razza erano il 12,22% della popolazione.

## Istruzione
Little River-Academy è servita dal dall'Academy Independent School District.